# Color Air

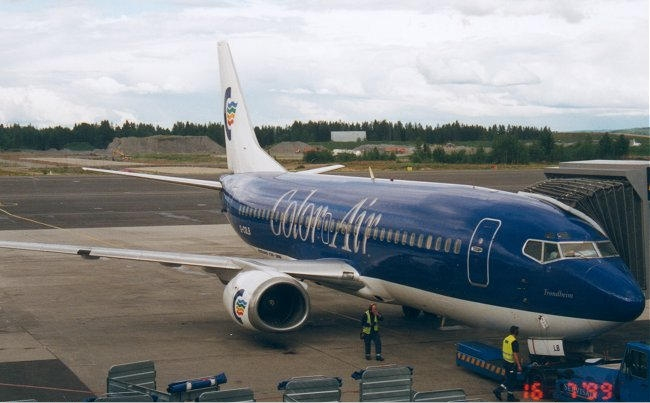
Boeing 737 de Color Air en 1999

Color Air était une compagnie aérienne norvégienne ayant disposé d'au moins trois avions :
- un G-COLE du 13 novembre 1998 au 11 janvier 2000 ;
- un G-COLB du 28 mai 1998 au 22 novembre 1999 ;
- un G-COLC du 26 mai 1998 au 22 novembre 1999.